# پیوند کربن–هیدروژن
پیوند کربن–هیدروژن(به انگلیسی: Carbon–hydrogen bond) پیوندی شیمیایی با ماهیت کووالانسی است که بین اتم کربن و هیدروژن برقرار می‌شود و در بیشتر ترکیبات آلی مشاهده می شود.طول پیوند در این پیوند شیمیایی ۱٫۰۹ Å (۱٫۰۹ × ۱۰−۱۰ m) است. همچنین انرژی پیوند آن ۴۱۳ kJ/mol است. بر اساس مقیاس پاولینگ —C (۲٫۵۵) و H (۲٫۲)— اختلاف الکترونگاتیوی این پیوند ۰٫۳۵ است که در نتیجه ماهیت تقریبا غیر قطبی دارد.
در جدول زیر انرژی پیوند کربن–هیدروژن در چند ترکیب آلی آورده شده است.
| پیوند       | رادیکال حاصل شده | انرژی پیوند (kcal/mole) |
| ----------- | ---------------- | ----------------------- |
| CH۳−H       | متیل             | ۱۰۳                     |
| C۲H۵−H      | اتیل             | ۹۸                      |
| (CH۳)۲HC−H  | ایزوپروپیل       | ۹۵                      |
| (CH۳)۳C−H   | تی-بوتیل         | ۹۳                      |
| CH۲=CH−H    | وینیل            | ۱۱۲                     |
| C۶H۵−H      | گروه فنیل        | ۱۱۰                     |
| CH۲=CHCH۲−H | آلیل             | ۸۸                      |
| C۶H۵CH۲−H   | بنزیل            | ۸۵                      |
| OC۴H۷−H     | تی اچ اف         | ۹۲                      |